# Leptophyllopsis laxa
Leptophyllopsis laxa är en bladmossart som först beskrevs av William Mitten, och fick sitt nu gällande namn av Rudolf Mathias Schuster och Bruce Gordon Hamlin. Leptophyllopsis laxa ingår i släktet Leptophyllopsis och familjen Lophocoleaceae. Inga underarter finns listade i Catalogue of Life.